# Altenau (Niedersachsen)
 For alternative betydninger, se Altenau. (Se også artikler, som begynder med Altenau)
Altenau er en kurby i det centrale Tyskland, beliggende midt i bjergkæden Harzen under Landkreis Goslar i den sydlige del af delstaten Niedersachsen. Altenau ligger som én blandt flere eksterne enklaver i kommunen Clausthal-Zellerfeld, som er en del af amtet (samtgemeinde) Oberharz.

## Geografi
Altenau er beliggende mellem kommunebyen Clausthal-Zellerfeld og bjerget Brocken, centralt i landskabet Oberharz. Clausthal-Zellerfeld ligger omkring 10 km mod vest, Goslar omkring 15 km mod nord, og Osterode am Harz ligger omkring 25 km mod sydvest.
Ca. 12 km øst for bjergbyen, findes toppen af Brocken, som kan ses fra adskillige steder i Altenau. Kommunen gennemløbes fra syd mod nord af floden Oker, og flere bække løber ud i det skovbevoksede område.
Ud over Altenau, findes landsbyen Torfhaus (omkring 10 km mod øst) som en lille Altenau-Schulenberg-enklave i Nationalpark Harzen. Den ligger i 800 meters højde og er dermed den højest beliggende bebyggelse i Niedersachsen.

## Historie
Oprindeligt udviklet som en skovbebyggelse i slutningen af middelalderen, blev stedet vigtigere under Upper Harz-minedrift. De første bosættere nåede Altenau via en gammel kløft fra Sösetal. I 1525 slog borgere i Altenau sig sammen for at danne et skyderesamfund. En mine kaldet Altenau er nævnt i 1532 og var i drift indtil 1542. Bjergbyen fik sin første bjergfrihed i 1554, men dette blev først erklæret gyldigt i 1636. Omkring 1580 blev Altenau navngivet som en bjergby bestående af 20 huse med omkring 120 indbyggere og et stålværk. De første bosættelser i landsbyen, der tilhørte Fyrstendømmet Grubenhagen, var på Rothenberger Strasse nær jernværket på det tidspunkt og den øverste del af Oberstrasse, hvor der fra 1540 blev udført minedrift på groftene i Schatzkammergang. I 1561 var skatkammeret, Güldene Schreibfeder og Rose pit allerede i drift. En første kirke blev bygget mellem de to bosættelser i 1588 på en terrasse over Okerschleife.
I 1603 havde Altenau allerede 50 huse og 350 beboere. I 1606 blev det første rådhus bygget sammen med Silberhütte. Den 30. oktober 1617 blev Altenau hævet til byens rang af hertug Christian zu Lüneburg-Celle efter en juridisk tvist mellem hertug Heinrich Julius zu Braunschweig og Christian. I 1618 blev et stort antal af Altenau-minerne, der drives af private investorer, placeret under tilsyn af Clausthals Mining Authority. 1620 viser en oversigt over hushoveder 56 husejere og 14 lejere. I 1621 blev der oprettet et jernværk på Rothenberg, der fremstillede våben og jernrør. Samme år blev der for første gang udstedt en skydeforordning.
Med tildelingen af bycharter modtog Altenau også bryggericensen. Et kommunalt bryggeri (bryggeri) blev bygget i 1622. I løbet af trediveårskrigen købte byen Altenau blandt andet dyre beskyttelsesbreve fra Tilly, Wildenstein, Wallenstein og King Christian. Minedrift stoppede mellem 1620 og 1630. I 1651, ifølge bybogen, bestod Altenau den 28. juni af 74 huse og 500 beboere, der holdt 173 malkekøer og 15 kvæg. Fra 1652 blev der opkrævet en tunnelafgift for at kunne fortsætte driften. I 1656 holdt 82 husstande med 664 mennesker 198 køer og 90 kvæg. Dagens Sankt Nikolai kirke blev bygget i 1669, efter at den tidligere bygning var blevet forfalden og for lille.
Indtil 1976 var Altenau station slutningen af Innerstetalbahn, hvor den anden ende var i Langelsheim. I 1977 kørte et sidste tog ruten. Denne rute blev lukket af omkostningsårsager. Sporene er fjernet fuldstændigt, ruten fungerer nu som en cykelsti og langrendsløjpe. I 2004 blev den største urtepark i Tyskland åbnet i Altenau. Mange tusinder af turister besøger den kulturelle botaniske have året rundt, der viser en lang række sorter. Andre seværdigheder kan nås til fods via vandrestier.

## Galleri
- Centrum i byen
- St. Oliver Kirche
- Tidligere jernbanestation
- Forretninger i Altenau
- Hüttenteich
- Udsigt over Altenau 2024